# Titus Fika
Titus Mokofi Fika est un homme politique salomonais.

## Biographie
Il travaille comme enseignant avant d'entrer en politique. Élu député à l'Assemblée provinciale de Malaita, il devient ministre de l'Éducation dans le gouvernement de cette province, puis président de l'Assemblée.
Candidat malheureux aux élections législatives nationales de 2014, il remporte la circonscription de Kwaio-ouest aux élections de 2019, rejoignant au Parlement national son frère aîné Stanley Sofu qui est le député de Kwaio-est. Il préside la commission gouvernementale qui décide en septembre 2019 de rompre les relations diplomatiques des Îles Salomon avec Taïwan et de reconnaître la république populaire de Chine.
Nommé ministre de l'Environnement, du Réchauffement climatique, de la Gestion des catastrophes naturelles et du Patrimoine naturel dans le gouvernement de Manasseh Sogavare en décembre 2020, il octroie un permis autorisant une compagnie sylvicole malaisienne à exporter du bois coupé illégalement aux Îles Salomon, et alors que la compagnie a déjà été reconnue coupable de corruption ; il ment ensuite à la presse à ce sujet, ce qui amène la branche salomonaise de Transparency International à exiger, sans succès, son exclusion du gouvernement.
Malade à partir de septembre 2021, il se rend en Australie pour y être soigné. De retour aux Îles Salomon à la mi-novembre, il subit une aggravation de sa maladie le soir du 17 novembre, pendant qu'il est en quarantaine préventive dans le cadre de la pandémie de Covid-19 aux Îles Salomon. Hospitalisé à Honiara, il y meurt à 2 heures du matin le 19 novembre.